# Copa Davis 2025
La Copa Davis 2025, també coneguda com a Davis Cup 2025, correspon a la 112a edició del torneig de tennis masculí més important per nacions.
En aquesta edició es va tornar a canviar el format, de manera que les rondes de qualificació es van tornar a disputar en el format casa-fora tradicional, i els set equips guanyadors més el país amfitrió es van classificar per la Final 8.

## Davis Cup Final 8
- Dates: 18-23 de novembre de 2025
- Seu: Unipol Arena, Bolonya, Itàlia
- Superfície: Dura interior

Els vuit equips nacionals que participen en l'esdeveniment són l'amfitrió (Itàlia) i els set equips guanyadors de la fase classificatòria.
| Itàlia (A, G) |  |  |  |
|               |  |  |  |

## Fase de classificació

### Quadre
|  | Primera ronda | Primera ronda | Primera ronda |         |   | Segona ronda | Segona ronda | Segona ronda |  |  |  |
|  |               |               |               |         |   |              |              |              |  |  |  |
|  |               |               |               |         |   |              |              |              |  |  |  |
|  | 1             | Països Baixos |               |         |   |              |              |              |  |  |  |
|  | 1             | Països Baixos | Països Baixos |         |   |              |              |              |  |  |  |
|  |               | −             |               |         |   |              |              |              |  |  |  |
|  |               | 1             | Països Baixos |         |   |              |              |              |  |  |  |
|  | Noruega       | 1             | Països Baixos |         |   |              |              |              |  |  |  |
|  |               | 14            | Argentina     |         |   |              |              |              |  |  |  |
|  |               | 14            | Argentina     | Noruega | 2 |              |              |              |  |  |  |
|  |               |               |               |         |   |              |              |              |  |  |  |
|  | 14            | Argentina     | 3             |         |   |              |              |              |  |  |  |

|  | Primera ronda | Primera ronda | Primera ronda |           |           | Segona ronda | Segona ronda | Segona ronda |  |  |  |
|  |               |               |               |           |           |              |              |              |  |  |  |
|  | Suècia        |               |               |           |           |              |              |              |  |  |  |
|  | 2             | Austràlia     | 3             |           |           |              |              |              |  |  |  |
|  | 2             | Austràlia     | 3             | Austràlia |           |              |              |              |  |  |  |
|  |               | Suècia        | 1             |           |           |              |              |              |  |  |  |
|  |               | Suècia        | 1             | 2         | Austràlia |              |              |              |  |  |  |
|  | Bèlgica       |               |               | 2         | Austràlia |              |              |              |  |  |  |
|  |               | 13            | Bèlgica       |           |           |              |              |              |  |  |  |
|  |               | 13            | Bèlgica       | Xile      | 1         |              |              |              |  |  |  |
|  |               |               |               |           |           |              |              |              |  |  |  |
|  | 13            | Bèlgica       | 3             |           |           |              |              |              |  |  |  |

|  | Primera ronda | Primera ronda | Primera ronda |         |  | Segona ronda | Segona ronda | Segona ronda |  |  |  |
|  |               |               |               |         |  |              |              |              |  |  |  |
|  | Canadà        |               |               |         |  |              |              |              |  |  |  |
|  | 3             | Canadà        | 2             |         |  |              |              |              |  |  |  |
|  | 3             | Canadà        | 2             | Hongria |  |              |              |              |  |  |  |
|  |               | Hongria       | 3             |         |  |              |              |              |  |  |  |
|  |               | Hongria       | 3             | Hongria |  |              |              |              |  |  |  |
|  | Finlàndia     |               |               |         |  |              |              |              |  |  |  |
|  |               |               | Àustria       |         |  |              |              |              |  |  |  |
|  |               | Àustria       | 4             |         |  |              |              |              |  |  |  |
|  |               |               |               |         |  |              |              |              |  |  |  |
|  | 12            | Finlàndia     | 0             |         |  |              |              |              |  |  |  |

|  | Primera ronda | Primera ronda | Primera ronda |      |          | Segona ronda | Segona ronda | Segona ronda |  |  |  |
|  |               |               |               |      |          |              |              |              |  |  |  |
|  | Alemanya      |               |               |      |          |              |              |              |  |  |  |
|  | 4             | Alemanya      | 3             |      |          |              |              |              |  |  |  |
|  | 4             | Alemanya      | 3             | Japó |          |              |              |              |  |  |  |
|  |               | Israel        | 1             |      |          |              |              |              |  |  |  |
|  |               | Israel        | 1             | 4    | Alemanya |              |              |              |  |  |  |
|  | Japó          |               |               | 4    | Alemanya |              |              |              |  |  |  |
|  |               |               | Japó          |      |          |              |              |              |  |  |  |
|  |               | Japó          | 3             |      |          |              |              |              |  |  |  |
|  |               |               |               |      |          |              |              |              |  |  |  |
|  | 11            | Regne Unit    | 2             |      |          |              |              |              |  |  |  |

|  | Primera ronda   | Primera ronda | Primera ronda |               |              | Segona ronda | Segona ronda | Segona ronda |  |  |  |
|  |                 |               |               |               |              |              |              |              |  |  |  |
|  | Rep. de la Xina |               |               |               |              |              |              |              |  |  |  |
|  | 5               | Estats Units  | 4             |               |              |              |              |              |  |  |  |
|  | 5               | Estats Units  | 4             | Estats Units  |              |              |              |              |  |  |  |
|  |                 | Xina Taipei   | 0             |               |              |              |              |              |  |  |  |
|  |                 | Xina Taipei   | 0             | 5             | Estats Units |              |              |              |  |  |  |
|  | Txèquia         |               |               | 5             | Estats Units |              |              |              |  |  |  |
|  |                 | 10            | Txèquia       |               |              |              |              |              |  |  |  |
|  |                 | 10            | Txèquia       | Corea del Sud | 0            |              |              |              |  |  |  |
|  |                 |               |               |               |              |              |              |              |  |  |  |
|  | 10              | Txèquia       | 4             |               |              |              |              |              |  |  |  |

|  | Primera ronda | Primera ronda | Primera ronda |           |   | Segona ronda | Segona ronda | Segona ronda |  |  |  |
|  |               |               |               |           |   |              |              |              |  |  |  |
|  | Dinamarca     |               |               |           |   |              |              |              |  |  |  |
|  | 6             | Sèrbia        | 2             |           |   |              |              |              |  |  |  |
|  | 6             | Sèrbia        | 2             | Espanya   |   |              |              |              |  |  |  |
|  |               | Dinamarca     | 3             |           |   |              |              |              |  |  |  |
|  |               | Dinamarca     | 3             | Dinamarca |   |              |              |              |  |  |  |
|  | Suïssa        |               |               |           |   |              |              |              |  |  |  |
|  |               | 9             | Espanya       |           |   |              |              |              |  |  |  |
|  |               | 9             | Espanya       | Suïssa    | 1 |              |              |              |  |  |  |
|  |               |               |               |           |   |              |              |              |  |  |  |
|  | 9             | Espanya       | 3             |           |   |              |              |              |  |  |  |

|  | Primera ronda | Primera ronda | Primera ronda |         |         | Segona ronda | Segona ronda | Segona ronda |  |  |  |
|  |               |               |               |         |         |              |              |              |  |  |  |
|  | Croàcia       |               |               |         |         |              |              |              |  |  |  |
|  | 7             | Croàcia       | 3             |         |         |              |              |              |  |  |  |
|  | 7             | Croàcia       | 3             | Croàcia |         |              |              |              |  |  |  |
|  |               | Eslovàquia    | 1             |         |         |              |              |              |  |  |  |
|  |               | Eslovàquia    | 1             | 7       | Croàcia |              |              |              |  |  |  |
|  | França        |               |               | 7       | Croàcia |              |              |              |  |  |  |
|  |               | 8             | França        |         |         |              |              |              |  |  |  |
|  |               | 8             | França        | Brasil  | 0       |              |              |              |  |  |  |
|  |               |               |               |         |         |              |              |              |  |  |  |
|  | 8             | França        | 4             |         |         |              |              |              |  |  |  |

## Grup Mundial I
Data: 12-14 de setembre de 2025

26 equips nacionals van participar en el Grup Mundial I. Equips classificats de la següent forma:
- 13 equips perdedors de la fase de classificació
- 13 equips guanyadors de la fase de classificació del Grup I

Els 13 equips guanyadors es van classificar pel Grup Mundial I de la següent edició mentre que els 13 perdedors van retornar al Grup Mundial II.
| Seu                                               | Superfície   | Equip local       | Resultat | Equip visitant            |
| ------------------------------------------------- | ------------ | ----------------- | -------- | ------------------------- |
| Scotiabank Centre, Halifax, Canadà                | Dura (i)     | Canadà (1)        | −        | Israel                    |
| Bulgària                                          |              | Bulgària          | −        | Finlàndia (2)             |
| Sèrbia                                            |              | Sèrbia (3)        | −        | Turquia                   |
| Polsat Puls Arena, Gdynia, Polònia                | Dura (i)     | Polònia           | −        | Regne Unit (4)            |
| Parque Deportivo Estadio Nacional, Santiago, Xile | Terra batuda | Xile (5)          | −        | Luxemburg                 |
| O.A.K.A., Atenes, Grècia                          | Dura         | Grècia            | −        | Brasil (6)                |
| Peugeot Arena, Bratislava, Eslovàquia             | Dura (i)     | Eslovàquia (7)    | −        | Colòmbia                  |
| Corea del Sud                                     |              | Corea del Sud (8) | −        | Kazakhstan                |
| Suïssa                                            |              | Suïssa (9)        | −        | Índia                     |
| Partille Arena, Göteborg, Suècia                  | Dura (i)     | Suècia (10)       | −        | Tunísia                   |
| Perú                                              |              | Perú              | −        | Portugal (11)             |
| República de la Xina                              |              | Xina Taipei (12)  | −        | Noruega                   |
| Equador                                           |              | Equador           | −        | Bòsnia i Hercegovina (13) |

### Fase de classificació
Dates: 31 de gener i 2 de febrer de 2025
26 equips nacionals van participar en aquesta fase per classificar-se per les tretze places del Grup Mundial I, mentre que els tretze vençuts van disputar el Grup Mundial II. Equips classificats de la següent forma:
- 12 equips perdedors dels Grup Mundial I de l'edició anterior.
- 12 equips guanyadors dels Grup Mundial II de l'edició anterior.
- 2 equips amb millor rànquing perdedors del Grup Mundial II de l'edició anterior (Mèxic i Paquistan).

| Seu (superfície)                                                    | Equip local    | Resultat | Equip visitant           |
| ------------------------------------------------------------------- | -------------- | -------- | ------------------------ |
| Beeline Arena, Astanà, Kazakhstan (dura interior)                   | Kazakhstan (1) | 4 − 0    | Pakistan                 |
| Monte-Carlo Country Club, Ròcabruna, França (terra batuda)          | Mònaco         | 2 − 3    | Portugal (2)             |
| Olympic Tennis School, Taixkent, Uzbekistan (dura interior)         | Uzbekistan     | 1 − 3    | Bòsnia i Hercegovina (3) |
| Complejo de Raquetas, Ibagué, Colòmbia (terra batuda)               | Colòmbia (4)   | 3 − 2    | Barbados                 |
| Tenis Eskrim Dagcilik Kulübü, Istanbul, Turquia (dura interior)     | Turquia (5)    | 5 − 0    | Mèxic                    |
| Smash Sporting Club, El Caire, Egipte (terra batuda)                | Líban          | 0 − 4    | Perú (6)                 |
| Palais des sports d'El Menzah, Tunis, Tunísia (dura interior)       | Tunísia        | 3 − 2    | Ucraïna (7)              |
| Salinas Golf y Tenis Club, Salinas, Equador (dura)                  | Equador (8)    | 3 − 1    | Uruguai                  |
| Sala Polivalenta, Craiova, Romania (dura interior)                  | Romania (9)    | 1 − 3    | Bulgària                 |
| DLTA Complex, Nova Delhi, Índia (dura interior)                     | Índia (10)     | 4 − 0    | Togo                     |
| Centre Olímpic d'Ano Liosia, Atenes, Grècia (terra batuda interior) | Grècia (11)    | 3 − 2    | Egipte                   |
| D'Coque, Luxemburg (dura interior)                                  | Luxemburg      | 3 − 1    | Lituània (12)            |
| Tbilisi Sports Palace, Tbilisi, Geòrgia (dura interior)             | Geòrgia        | 0 − 4    | Polònia (13)             |

## Grup Mundial II
Data: 12 i 14 de setembre de 2025

26 equips nacionals van participar en el Grup Mundial II. Equips classificats de la següent forma:
- 13 equips perdedors de la fase de classificació del Grup I
- 13 equips guanyadors de la fase de classificació del Grup II

Els 13 equips guanyadors es van classificar pel Grup Mundial II de la següent edició mentre que els 13 perdedors van retornar als play-offs del Grup Mundial II.
| Seu                                                        | Superfície | Equip local      | Resultat | Equip visitant       |
| ---------------------------------------------------------- | ---------- | ---------------- | -------- | -------------------- |
| Ucraïna                                                    |            | Ucraïna (1)      | −        | República Dominicana |
| El Salvador                                                |            | El Salvador      | −        | Romania (2)          |
| SEB Arena, Vílnius, Lituània                               | Dura (i)   | Lituània (3)     | −        | Benín                |
| Stade de tennis FTT, Lomé, Togo                            | Dura       | Togo             | −        | Egipte (4)           |
| Hong Kong                                                  |            | Hong Kong        | −        | Uzbekistan (5)       |
| Sport Ireland National Indoor Arena, Dublín, Irlanda       | Dura (i)   | Irlanda (6)      | −        | R.P. de la Xina      |
| Xipre                                                      |            | Xipre            | −        | Mònaco (7)           |
| Central Energy Trust Arena, Palmerston North, Nova Zelanda | Dura (i)   | Nova Zelanda (8) | −        | Geòrgia              |
| Tennis Academy Breskvar, Ljubljana, Eslovènia              | Dura       | Eslovènia        | −        | Uruguai (9)          |
| Sud-àfrica                                                 |            | Sud-àfrica       | −        | Marroc (10)          |
| Líban                                                      |            | Líban (11)       | −        | Barbados             |
| Paraguai                                                   |            | Paraguai         | −        | Pakistan (12)        |
| Kalev Sports Hall, Tallinn, Estònia                        | Dura (i)   | Estònia          | −        | Mèxic (13)           |

### Fase de classificació
Data: 31 de gener i 2 de febrer de 2025

26 equips nacionals van participar en aquesta fase per classificar-se per les tretze places del Grup Mundial II, mentre que els tretze vençuts van disputar els respectius Grups Mundials III continentals. Equips classificats de la següent forma:
- 10 equips perdedors dels Grup Mundial II de l'edició anterior.
- 12 equips guanyadors dels Grups Mundials III continentals de l'edició anterior.
  - 3 provinents d'Europa.
  - 3 provinents d'Àsia/Oceania.
  - 3 provinents d'Amèrica.
  - 3 provinents d'Àfrica.

| Seu (superfície)                                                                     | Equip local          | Resultat | Equip visitant   |
| ------------------------------------------------------------------------------------ | -------------------- | -------- | ---------------- |
| Sofitel Marina Hotel, Cotonou, Benín (dura)                                          | Benín                | 3 − 2    | Letònia (1)      |
| Eric Bell National Tennis Centre, Kingston, Jamaica (dura)                           | Jamaica              | 2 − 3    | Nova Zelanda (2) |
| Net Tennis Academy, Riad, Aràbia Saudita (dura)                                      | Aràbia Saudita       | 0 − 5    | Irlanda (3)      |
| Harare Sports Club, Harare, Zimbàbue (dura)                                          | Zimbàbue             | 0 − 4    | Marroc (4)       |
| Groenkloof Tennis Club, Pretòria, Sud-àfrica (dura)                                  | Sud-àfrica (5)       | 3 − 1    | Nigèria          |
| Cancha Estadio Rafael Arévalo, Santa Tecla, El Salvador (dura)                       | El Salvador (6)      | 3 − 2    | Moldàvia         |
| Central Tennis Club, Windhoek, Namíbia (dura)                                        | Namíbia              | 2 − 3    | Hong Kong (7)    |
| Forus Tennisecenter Tondi, Tallinn, Estònia (dura interior)                          | Estònia (8)          | 4 − 0    | Veneçuela        |
| Centro Nacional de Tenis Parque del Este, Santo Domingo, República Dominicana (dura) | República Dominicana | 3 − 1    | Bolívia (9)      |
| Bela dvorana Velenje, Velenje, Eslovènia (terra batuda interior)                     | Eslovènia (10)       | 4 − 0    | Indonèsia        |
| Hengqin International Tennis Center, Zhuhai, Xina (dura)                             | R.P. de la Xina (11) | 4 − 0    | Montenegro       |
| Club Internacional de Tenis, Asunción, Paraguai (terra batuda)                       | Paraguai (12)        | w/o      | Síria            |
| Nicosia Field Club, Nicòsia, Xipre (terra batuda)                                    | Xipre                | 4 − 0    | Tailàndia (13)   |

## Grup III

### Sector Àfrica
Les eliminatòries es van disputar entre els dies 11 i 17 d'agost de 2025 sobre pista dura al Harare Sports Club de Harare (Zimbabwe). Els cinc equips van disputar una lliga d'un sol grup, on els tres primers es van classificar per disputar la següent edició de la fase classificatòria del Grup Mundial II, mentre que els dos pitjors van descendir al grup IV del sector africà.
- Algèria,  Namíbia,  Nigèria,  Senegal,  Zimbàbue

### Sector Amèrica
Les eliminatòries es van disputar entre els dies 9 i 15 de juny 2025 sobre pista dura interior al Costa Rica Country Club de San José (Costa Rica). Els vuit equips es van dividir en dos grups de quatre, on el primer de cada grup més el guanyador de l'enfrontament entre els dos segons, es van classificar per disputar la següent edició de la fase classificatòria del Grup Mundial II, mentre que el pitjor de cada grup van descendir al grup IV del sector americà.
Grup A
|            | Bolívia | Costa Rica | Bermudes | Aruba | V − D | Partits | Pos. |
| Bolívia    |         | 3−0        | 3−0      | 3−0   | 3 − 0 | 9 − 0   | 1    |
| Costa Rica | 0−3     |            | 1−2      | 3−0   | 1 − 2 | 4 − 5   | 3    |
| Bermudes   | 0−3     | 2−1        |          | 2−1   | 2 − 1 | 4 − 5   | 2    |
| Aruba      | 0−3     | 0−3        | 1−2      |       | 0 − 3 | 1 − 8   | 4    |

Grup B
|             | Jamaica | Puerto Rico | Veneçuela | Hondures | V − D | Partits | Pos. |
| Jamaica     |         | 1−2         | 2−1       | 2−1      | 2 − 1 | 5 − 4   | 2    |
| Puerto Rico | 2−1     |             | 2−1       | 3−0      | 3 − 0 | 7 − 2   | 1    |
| Veneçuela   | 1−2     | 1−2         |           | 3−0      | 1 − 2 | 5 − 4   | 3    |
| Hondures    | 1−2     | 0−3         | 0−3       |          | 0 − 3 | 1 − 8   | 4    |

Play-offs
| Ronda   | Subronda     | Equip A    | Resultat  | Equip B     |
| ------- | ------------ | ---------- | --------- | ----------- |
| Ascens  | Primer/Segon | Bolívia    | 1 − 2     | Puerto Rico |
| Ascens  | Promoció     | Bermudes   | 2 − 1     | Jamaica     |
| Descens |              | Costa Rica | 2 − 0     | Hondures    |
| Descens | Aruba        | 0 − 2      | Veneçuela |             |

### Sector Àsia/Oceania
Les eliminatòries es van disputar entre els dies 14 i 20 de juliol de 2025 sobre pista dura al Hanaka Paris Ocean Park de Bac Ninh City (Vietnam). Els equips es van dividir en dos grups de cinc equips, on els guanyadors de cada grup més el guanyador de l'enfrontament entre els dos segons, es van classificar per disputar la següent edició de la fase classificatòria del Grup Mundial II, mentre que el pitjor de cada grup van descendir al grup IV del sector.
Grup A
|                | Aràbia Saudita | Singapur | Tailàndia | Vietnam | V − D | Partits | Pos. |
| Aràbia Saudita |                | 2−1      | 0−3       | 2−1     | 2 − 1 | 4 − 5   | 2    |
| Singapur       | 1−2            |          | 0−3       | 3−0     | 1 − 2 | 4 − 5   | 3    |
| Tailàndia      | 3−0            | 3−0      |           | 3−0     | 3 − 0 | 9 − 0   | 1    |
| Vietnam        | 1−2            | 0−3      | 0−3       |         | 0 − 3 | 1 − 8   | 4    |

Grup B
|           | Cambodja | Indonèsia | Jordània | Síria | Sri Lanka | V − D | Partits | Pos. |
| Cambodja  |          | 0−3       | 0−3      | 0−3   | 1−2       | 0 − 4 | 1 − 11  | 5    |
| Indonèsia | 3−0      |           | 2−1      | 2−1   | 3−0       | 4 − 0 | 10 − 2  | 1    |
| Jordània  | 3−0      | 1−2       |          | 1−2   | 3−0       | 2 − 2 | 8 − 4   | 3    |
| Síria     | 3−0      | 1−2       | 2−1      |       | 3−0       | 3 − 1 | 9 − 3   | 2    |
| Sri Lanka | 2−1      | 0−3       | 0−3      | 0−3   |           | 1 − 3 | 2 − 10  | 4    |

Play-offs
| Ronda       | Subronda     | Equip A        | Resultat | Equip B   |
| ----------- | ------------ | -------------- | -------- | --------- |
| Ascens      | Primer/Segon | Tailàndia      | 2 − 0    | Indonèsia |
| Ascens      | Promoció     | Aràbia Saudita | 1 − 2    | Síria     |
| Cinquè/Sisè |              | Singapur       | 2 − 1    | Jordània  |
| Descens     | Promoció     | Vietnam        | 2 − 1    | Sri Lanka |
| Descens     | Novè         |                |          | Cambodja  |

### Sector Europa
Les eliminatòries es van disputar entre els dies 9 i 15 de juny 2025 sobre terra batuda al Tennis Club JUG de Skopje (Macedònia del Nord). Els sis equips van disputar una lliga d'un sol grup, on els tres primers es van classificar per disputar la següent edició de la fase classificatòria del Grup Mundial II, mentre que els dos últims van descendir al grup IV del sector europeu.
|                    | Armènia | Letònia | Malta | Moldàvia | Montenegro | Macedònia del Nord | V − D | Partits | Pos. |
| Armènia            |         | 0−3     | 0−3   | 0−3      | 0−3        | 0−3                | 0−5   | 0−15    | 6    |
| Letònia            | 3−0     |         | 3−0   | 2−1      | 2−1        | 2−1                | 5−0   | 12−3    | 1    |
| Malta              | 3−0     | 0−3     |       | 1−2      | 0−3        | 0−3                | 1−4   | 4−11    | 5    |
| Moldàvia           | 3−0     | 1−2     | 2−1   |          | 0−3        | 1−2                | 2−3   | 7−8     | 4    |
| Montenegro         | 3−0     | 1−2     | 3−0   | 3−0      |            | 3−0                | 4−1   | 13−2    | 2    |
| Macedònia del Nord | 3−0     | 1−2     | 3−0   | 2−1      | 0−3        |                    | 3−2   | 9−6     | 3    |

## Grup IV

### Sector Àfrica
Les eliminatòries es van disputar entre els dies 9 i 15 de juny de 2025 sobre pista dura a l'Academia de Tenis Kikuxi Villas Club de Luanda (Angola). Els vuit equips es van dividir en dos grups de quatre equips, on els dos primers classificats de cada grup es van enfrontar per decidir els dos equips que es van classificar per disputar la següent edició de la fase classificatòria del Grup Mundial III, mentre que els pitjors de cada grup també es van enfrontar per decidir els dos equips que van descendir al grup V del sector.
Grup A
|                | Ghana | R.D. del Congo | Angola | Maurici | V − D | Partits | Pos. |
| Ghana          |       | 3−0            | 2−1    | 3−0     | 3 − 0 | 8 − 1   | 1    |
| R.D. del Congo | 0−3   |                | 3−0    | 3−0     | 2 − 1 | 6 − 3   | 2    |
| Angola         | 1−2   | 0−3            |        | 2−1     | 1 − 2 | 3 − 6   | 3    |
| Maurici        | 0−3   | 0−3            | 1−2    |         | 0 − 3 | 1 − 8   | 4    |

Grup B
|               | Costa d'Ivori | Burundi | Kenya | Gabon | V − D | Partits | Pos. |
| Costa d'Ivori |               | 2−1     | 3−0   | 3−0   | 1 − 0 | 8 − 1   | 1    |
| Burundi       | 1−2           |         | 3−0   | 3−0   | 2 − 1 | 7 − 2   | 2    |
| Kenya         | 0−3           | 0−3     |       | 3−0   | 1 − 2 | 3 − 6   | 3    |
| Gabon         | 0−3           | 0−3     | 0−3   |       | 0 − 3 | 0 − 9   | 4    |

Play-offs
| Ronda   | Equip A        | Resultat | Equip B       |
| ------- | -------------- | -------- | ------------- |
| Ascens  | Ghana          | 1 − 2    | Burundi       |
| Ascens  | R.D. del Congo | 0 − 2    | Costa d'Ivori |
| Descens | Angola         | 2 − 0    | Gabon         |
| Descens | Maurici        | 1 − 2    | Kenya         |

### Sector Àsia/Oceania
Les eliminatòries es van disputar entre els dies 14 i 20 de juliol de 2025 sobre pista dura al Morodok Techo National Sports Complex de Kuala Lumpur (Malàisia). Els vuit equips es van dividir en dos grups de quatre equips, on els guanyadors de cada grup més el guanyador de l'enfrontament entre els dos segons, es van classificar per disputar la següent edició de la fase classificatòria del Grup Mundial III, mentre que el pitjor de cada grup van descendir al grup V del sector.
Grup A
|             | Iraq | Kirguizstan | Malàisia | Nepal | V − D | Partits | Pos. |
| Iraq        |      | 1−2         | 0−3      | 3−0   | 1 − 2 | 4 − 5   | 3    |
| Kirguizstan | 2−1  |             | 0−3      | 3−0   | 2 − 1 | 5 − 3   | 2    |
| Malàisia    | 3−0  | 3−0         |          | 3−0   | 3 − 0 | 9 − 0   | 1    |
| Nepal       | 0−3  | 0−3         | 0−3      |       | 0 − 3 | 0 − 9   | 4    |

Grup B
|                 | Filipines | Kuwait | Pacific Oceania | Qatar | V − D | Partits | Pos. |
| Filipines       |           | 3−0    | 3−0             | 3−0   | 3 − 0 | 9 − 0   | 1    |
| Kuwait          | 0−3       |        | 2−1             | 1−2   | 1 − 0 | 3 − 6   | 3    |
| Pacific Oceania | 0−3       | 1−2    |                 | 1−2   | 0 − 3 | 2 − 7   | 4    |
| Qatar           | 0−3       | 2−1    | 2−1             |       | 0 − 0 | 0 − 0   | 2    |

Play-offs
| Ronda   | Equip A     | Resultat | Equip B         |
| ------- | ----------- | -------- | --------------- |
| Ascens  | Malàisia    | 2 − 0    | Qatar           |
| Ascens  | Kirguizstan | 0 − 2    | Filipines       |
| Descens | Iraq        | 2 − 1    | Pacific Oceania |
| Descens | Nepal       | 0 − 2    | Kuwait          |

### Sector Europa
Les eliminatòries es van disputar entre els dies 9 i 15 de juny 2025 sobre pista dura al National Sport Park de Tirana (Albània). Els set equips es van dividir en dos grups de tres i quatre equips, on els dos primers de cada grup van disputar una eliminatòria creuada per decidir els dos equips que es van classificar per disputar la següent edició de la fase classificatòria del Grup Mundial III.
Grup A
|             | San Marino | Azerbaidjan | Andorra | V − D | Partits | Pos. |
| San Marino  |            | 0−3         | 1−2     | 0 − 2 | 1 − 5   | 3    |
| Azerbaidjan | 3−0        |             | 3−0     | 2 − 0 | 6 − 0   | 1    |
| Andorra     | 2−1        | 0−3         |         | 1 − 1 | 2 − 4   | 2    |

Grup B
|               | Kosovo | Liechtenstein | Albània | Islàndia | V − D | Partits | Pos. |
| Kosovo        |        | 3−0           | 3−0     | 3−0      | 3 − 0 | 9 − 0   | 1    |
| Liechtenstein | 0−3    |               | 3−0     | 2−1      | 2 − 1 | 5 − 4   | 2    |
| Albània       | 0−3    | 0−3           |         | 0−3      | 0 − 3 | 0 − 9   | 4    |
| Islàndia      | 0−3    | 1−2           | 3−0     |          | 2 − 1 | 4 − 5   | 3    |

Play-offs
| Ronda       | Equip A     | Resultat | Equip B       |
| ----------- | ----------- | -------- | ------------- |
| Ascens      | Azerbaidjan | 2 − 0    | Liechtenstein |
| Ascens      | Andorra     | 1 − 2    | Kosovo        |
| Cinquè/Sisè | San Marino  | 1 − 2    | Islàndia      |
| Setè        |             |          | Albània       |

## Grup V

### Sector Àfrica
Les eliminatòries es van disputar entre els dies 21 i 27 de juliol de 2025 sobre pista dura al National Tennis Centre de Gaborone (Botswana). Els quinze equips es van dividir en tres grups de quatre i un de tres equips. El primer classificats de cada grup es van enfrontar per decidir els dos equips que es van classificar per disputar la següent edició del Grup Mundial IV del sector.
Grup A
|            | Lesotho | Mauritània | Ruanda | V − D | Partits | Pos. |
| Lesotho    |         | 3−0        | 1−2    | 1 − 1 | 4 − 2   | 2    |
| Mauritània | 0−3     |            | 0−3    | 0 − 2 | 0 − 6   | 3    |
| Ruanda     | 2−1     | 3−0        |        | 2 − 0 | 5 − 1   | 1    |

Grup B
|            | Camerun | Madagascar | Seychelles | Sudan | V − D | Partits | Pos. |
| Camerun    |         | 1−2        | 3−0        | 3−0   | 2 − 1 | 7 − 2   | 2    |
| Madagascar | 2−1     |            | 3−0        | 3−0   | 3 − 0 | 8 − 1   | 1    |
| Seychelles | 0−3     | 0−3        |            | 0−3   | 0 − 3 | 0 − 9   | 4    |
| Sudan      | 0−3     | 0−3        | 3−0        |       | 1 − 2 | 3 − 6   | 3    |

Grup C
|                | Botswana | Rep. del Congo | Etiòpia | Líbia | V − D | Partits | Pos. |
| Botswana       |          | 3−0            | 3−0     | 3−0   | 3 − 0 | 9 − 0   | 1    |
| Rep. del Congo | 0−3      |                | 0−3     | 0−3   | 0 − 3 | 0 − 9   | 4    |
| Etiòpia        | 0−3      | 3−0            |         | 2−1   | 2 − 1 | 5 − 4   | 2    |
| Líbia          | 0−3      | 3−0            | 1−2     |       | 1 − 2 | 4 − 5   | 3    |

Grup D
|          | Djibouti | Moçambic | Tanzània | Uganda | V − D | Partits | Pos. |
| Djibouti |          | 0−3      | 0−3      | 0−3    | 0 − 3 | 0 − 9   | 4    |
| Moçambic | 3−0      |          | 3−0      | 3−0    | 3 − 0 | 9 − 0   | 1    |
| Tanzània | 3−0      | 0−3      |          | 0−3    | 1 − 2 | 3 − 6   | 3    |
| Uganda   | 3−0      | 0−3      | 3−0      |        | 2 − 1 | 6 − 2   | 2    |

Play-offs
| Ronda        | Equip A    | Resultat       | Equip B  |
| ------------ | ---------- | -------------- | -------- |
| Ascens       | Ruanda     | 0 − 2          | Moçambic |
| Ascens       | Madagascar | 1 − 2          | Botswana |
| Cinquè/Vuitè | Lesotho    | 2 − 1          | Uganda   |
| Cinquè/Vuitè | Camerun    | 3 − 0          | Etiòpia  |
| Novè/Dotzè   | Mauritània | 0 − 3          | Tanzània |
| Novè/Dotzè   | Sudan      | 0 − 3          | Líbia    |
| Tretzè/Setzè | Seychelles | 0 − 3          | Djibouti |
| Tretzè/Setzè |            | Rep. del Congo |          |

### Sector Àsia/Oceania
Les eliminatòries es van disputar entre els dies 17 i 23 de novembre de 2025 sobre pista dura al Bahrain Polytechnic de Isa Town (Bahrain). Els quinze equips es van dividir en tres grups de quatre i un de tres equips. El primer classificats de cada grup es van enfrontar per decidir els dos equips que es van classificar per disputar la següent edició del Grup Mundial IV del sector.
- Bahrain,  Bangladesh,  Bhutan,  Brunei,  Guam,  Laos,  Macau,  Maldives,  Mongòlia,  Myanmar,  Illes Mariannes Septentrionals,  Tadjikistan,  Turkmenistan,  Emirats Àrabs Units,  Iemen

## Resum
| Grup         | Grup      | Països                                                                                               |
| ------------ | --------- | --- |
| Grup Mundial | Campió    | |
| Grup Mundial | Finalista | |
| Grup III     | Ascens    | Bermudes, Bolívia, Indonèsia, Letònia, Macedònia del Nord, Montenegro, Puerto Rico, Síria, Tailàndia |
| Grup III     | Descens   | Aruba, Cambodja, Hondures, Sri Lanka                                                                 |
| Grup IV      | Ascens    | Azerbaidjan, Burundi, Costa d'Ivori, Filipines, Kosovo, Malàisia                                     |
| Grup IV      | Descens   | Gabon, Maurici, Nepal, Pacific Oceania                                                               |
| Grup V       | Ascens    | Botswana, Moçambic                                                                                   |